# Johannes von Rhemen
Johannes von Rhemen (* im 13. Jahrhundert; † im 14. Jahrhundert) war Domherr in Münster.

## Leben
Johannes von Rhemen entstammte dem westfälischen Adelsgeschlecht Rhemen zu Barensfeld und war der Sohn des Ritters Gottschalk von Rhemen. Der Name seiner Mutter ist nicht überliefert. Am 29. Mai 1273 findet er als Domherr zu Münster urkundliche Erwähnung. 
1274 stimmte er der Schenkung seiner Eltern an das Kloster St. Aegdidii Münster zu.
Er und sein Bruder Dietrich gehörten zu den Domherren, die auf der Seite des Bischofs Otto standen. So ist es verständlich, dass Johannes vom Bischof Otto unter Missachtung der Rechte des Dompropstes für die Besetzung des Oblegiums Subcelleraria vorgeschlagen wurde. Der Kölner Offizial traf am 17. Juni 1306 die Entscheidung, dass ausschließlich der Dompropst für die Verleihung der Pfründe zuständig ist.
Am 2. Oktober 1306 sagte Johannes in dem Verfahren als Zeuge für Otto aus. Der Prozess gegen Otto von Rietberg endete schließlich mit seiner Absetzung durch den Kölner Erzhbischof Heinrich von Virneburg.